# Cleptometopus simillimus
Cleptometopus simillimus är en skalbaggsart som beskrevs av Stefan von Breuning 1947. Cleptometopus simillimus ingår i släktet Cleptometopus och familjen långhorningar. Inga underarter finns listade i Catalogue of Life.